# Space Kelly
Space Kelly ist ein Musikprojekt des Hamburger Musikers Ken Steen.

## Geschichte
Bis in die Mitte der 1990er Jahre spielte Ken Steen bei der Band Fluffy Pillows. Nach deren Auflösung startete er zunächst noch solo das Projekt Space Kelly. 1995 erschienen erste Veröffentlichungen, das Minialbum Das Leben ist kein Heimspiel, sowie die one-sided Single N'abend allerseits.
Mit dem Album Erster Alles (in Japan Space Kelly betitelt) kamen erste internationale Erfolge. Im Jahr 2001 nahm Space Kelly für die Eisbären Berlin die Vereinshymne Der EHC ist wieder da auf. Der Veröffentlichung von S.K.F.C. im Jahr 2002 folgte eine ausverkaufte Clubtour in Japan.
2006 und 2008 erschienen englischsprachige Alben mit Coverversionen von Liedern aus den 1960er und 1970er Jahren.
2012 wurde das Album Bist Du dabei? veröffentlicht.

## Diskografie

### Alben
- 1994: Prinzessin Millionenschön (MC; Sumpfloch Records / Germany)
- 1995: Das Leben Ist Kein Heimspiel (CD; Freistil Tonträger)
- 2000: Space Kelly (CD & LP; Syft Records, Japan)
- 2001: Erster Alles (CD & LP; Apricot Records / Germany)
- 2002: S.K.F.C. (Space Kelly Fanclub) (CD & LP; Syft Records / Japan)
- 2002: Das Leben ist kein Heimspiel (10"-Re-Release; El Muto / Lounge)
- 2003: 3 Ecken 1 Elfer (CD; El Muto Records / Japan)
- 2006: My Favourite Songbook (CD; Korea: Happy Robot Records / Weltweit: El Muto Records)
- 2008: My Favourite Songbook 2 (CD; dito)
- 2012: Bist Du dabei? (CD; El Muto Records, 27. April 2012)

### Singles
- 1995: N'Abend allerseits (7"; Freistil Tonträger/Germany)
- 1997: Ich möchte die weiblichen Fans von Take That (7"; Sumpfloch Records/Germany)
- 1999: Die schönsten Mädchen gibt es in Amsterdam (7"; El Muto/Lounge Records)
- 2000: September Mädchen (7" & CD; Syft Records, Japan)
- 2000: Die schönsten Mädchen gibt es in Amsterdam (CD; El Muto/Lounge Records)
- 2001: Wolle Kleff: He’s dope ass in Amsterdam (MFML CLASSICS Vol.2) (12" Split-Single; Lounge Records/Germany)
- 2001: Der EHC ist wieder da! (feat. Tim & Spencer) (7" & CD; El Muto/Lounge Records / Germany)
- 2002: Schluss, Aus und Vorbei! (7" & CD; Syft Records / Japan)
- 2002: World Cup Fieber (Split 7"; Escalator Records / Japan)
- 2002: Do you wanna dance (7" Split-Single; Syft Records / Japan)
- 2002: Schluss, Aus und Vorbei (Piano Version) (Tower Records Bonus 3” CD)
- 2002: Schnee (7" & CD; Syft Records, Japan)